# Аркваз
Арква́з (перс. اركواز‎) — город на западе Ирана, в провинции Илам. Входит в состав шахрестана Мехран.
На 2006 год население составляло 14 225 человек; в национальном составе преобладают курды.
Альтернативные названия: Аракваз-э-Малекшани (Arak Vaz-e Malek Shahi), Кале Дарре (Qal`eh Darreh), Аркавази (Arkavazi), Эрквез.

## География
Город находится в центральной части Илама, в горной местности западного Загроса, на высоте 1 371 метра над уровнем моря.
Аркваз расположен на расстоянии приблизительно 30 километров к юго-востоку от Илама, административного центра провинции и на расстоянии 500 километров к юго-западу от Тегерана, столицы страны.